# Beau Biden
Joseph Robinette Biden III (Wilmington, 3 de fevereiro de 1969 - Bethesda, 30 de maio de 2015), mais conhecido como Beau Biden, foi um político americano, advogado e militar. Ele era o mais velho dos três filhos do casamento do 46° presidente dos Estados Unidos, Joe Biden, e sua primeira esposa, Neilia Hunter Biden. Ele serviu como 44.º Procurador-Geral de Delaware e major na Guarda Nacional do Exército de Delaware.

## Primeiros anos
Biden nasceu em Wilmington, Delaware, o primeiro filho do futuro senador e presidente eleito dos Estados Unidos Joe Biden e sua primeira esposa, Neilia. Em 18 de dezembro de 1972, a mãe de Beau Biden e sua irmã Naomi, de 13 meses, morreram em um acidente de carro durante as compras de Natal. Beau tinha pouco menos de quatro anos e seu irmão Hunter tinha pouco menos de três anos. Ambos estavam no carro quando o acidente ocorreu, mas sobreviveram com ferimentos graves. Beau teve vários ossos quebrados, enquanto Hunter sofreu ferimentos no crânio. Eles passaram vários meses no hospital, onde seu pai foi jurado no Senado dos Estados Unidos em janeiro de 1973.
De acordo com alguns relatos, Beau e Hunter encorajaram seu pai a se casar novamente, chegando a perguntar a ele "quando 'nós' nos casaríamos". Em junho de 1977, Beau, de oito anos, deu as boas-vindas a Jill Jacobs como uma "segunda mãe". Sua meia-irmã, Ashley, nasceu em 1981.
Beau Biden se casou com Hallie Olivere em 2002. Eles tiveram uma filha e um filho, Natalie Naomi Biden e Robert Hunter Biden II, em 2004 e 2006, respectivamente.

## Carreira
Biden se formou na Archmere Academy, a alma mater do colégio de seu pai, e na Universidade da Pensilvânia em 1991, onde foi membro da fraternidade Psi Upsilon. Ele também se formou na Syracuse University College of Law, assim como seu pai. Depois de se formar na faculdade de direito, ele foi secretário do juiz Steven McAuliffe do Tribunal Distrital dos Estados Unidos de New Hampshire. De 1995 a 2004, ele trabalhou no Departamento de Justiça dos Estados Unidos na Filadélfia, primeiro como Advogado do Gabinete de Desenvolvimento de Políticas e depois como procurador federal no Gabinete do Procurador dos Estados Unidos.
Após a Guerra do Kosovo (1999), Biden esteve no Kosovo e trabalhou em nome da OSCE para treinar juízes e promotores para o sistema judicial local. Em 2004, tornou-se sócio do escritório de advocacia Bifferato, Gentilotti, Biden & Balick, onde trabalhou por dois anos antes de ser eleito Procurador-Geral de Delaware.
Na Convenção Nacional Democrata de 2008, depois que Joe Biden foi nomeado Vice-Presidente dos Estados Unidos, Beau apresentou seu pai. Ele relatou o acidente de carro que matou sua mãe e irmã e o subseqüente compromisso paternal que seu pai assumiu com seus filhos, um discurso em que muitos delegados choraram.

## Serviço militar
Biden ingressou no exército em 2003 e frequentou a The JAG School na Universidade da Virgínia como membro da Guarda Nacional do Exército de Delaware. Ele alcançou o posto de Major no Corpo do Juiz Advogado Geral como parte da 261ª Brigada de Sinais em Smyrna, Delaware.
A unidade de Biden foi ativada para desdobrar-se no Iraque em 3 de outubro de 2008 e enviada para Fort Bliss, Texas, para treinamento pré-desdobramento, um dia após seu pai participar do único debate vice-presidencial da campanha presidencial de 2008. Seu pai estava oficialmente dizendo: "Não quero que ele vá. Mas vou lhe dizer uma coisa, não quero que meu neto ou minhas netas voltem em 15 anos, então a forma como partimos faz uma grande diferença".
Biden viajou para Washington, D.C., vindo do Iraque em janeiro de 2009 para a posse presidencial e o juramento de seu pai como vice-presidente, depois voltou ao Iraque. Biden recebeu uma visita de seu pai em Camp Victory em 4 de julho de 2009.
Biden retornou do Iraque em setembro de 2009 após completar seu período de um ano na ativa. Biden anunciou durante sua implantação que continuaria a servir ativamente como procurador-geral de Delaware, trabalhando em conjunto com a equipe sênior de seu escritório em Delaware, embora um membro de sua unidade tenha relatado Biden dizendo que ele entregou a maior parte de seu trabalho como procurador-geral a seu vice, de modo a se concentrar em suas funções no Iraque.
Por seu serviço no Iraque, Biden foi premiado com a Estrela de Bronze. Após a morte de Biden, o Chefe do Estado-Maior do Exército Raymond Odierno fez o elogio em seu funeral e apresentou uma Legião do Mérito póstuma por seus serviços na Guarda Nacional de Delaware, declarando "Beau Biden possuía as características que testemunhei apenas nos maiores líderes". Ele também foi presenteado postumamente com a Delaware Conspicuous Service Cross, que é "concedida por heroísmo, serviço meritório e realizações notáveis",

## Doença e morte
Nos últimos anos de sua vida, Biden sofreu de um tumor cerebral. Em maio de 2010, ele foi internado no Hospital Christiana em Newark, Delaware, após reclamar de dor de cabeça, dormência e paralisia. As autoridades afirmaram que ele havia sofrido um "derrame leve". Mais tarde naquele mês, Biden foi transferido para o Hospital da Universidade Thomas Jefferson na Filadélfia e mantido em observação por vários dias.

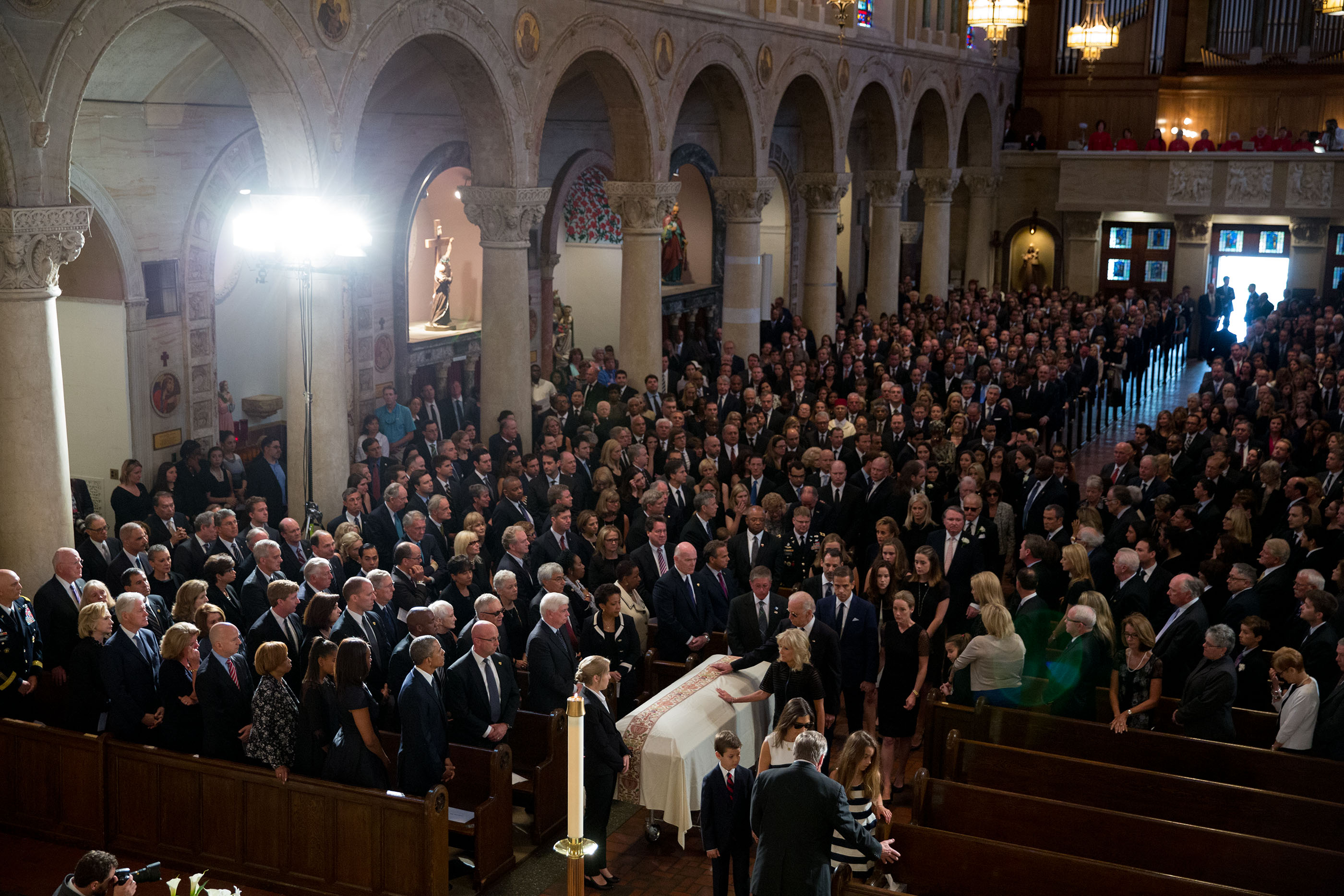
Missa do funeral de Biden na Igreja Católica Romana de Santo Antônio de Pádua, Wilmington

Em agosto de 2013, Biden foi admitido no MD Anderson Cancer Center da Universidade do Texas em Houston e foi diagnosticado com câncer no cérebro, depois de experimentar o que os funcionários da Casa Branca chamaram de "um episódio de desorientação e fraqueza". Biden fez radioterapia e quimioterapia e o câncer permaneceu estável. Em 20 de maio de 2015, ele foi internado no Hospital Militar Nacional de Walter Reed, em Bethesda, Maryland, por causa de uma recorrência de câncer no cérebro. Ele morreu lá 10 dias depois, em 30 de maio de 2015, aos 46 anos. Seu funeral foi realizado na Igreja Católica Romana Santo Antônio de Pádua em Wilmington, Delaware, em 6 de junho de 2015. Ele foi enterrado em St. Joseph's no Brandywine em Greenville, Delaware.

O grande funeral de Biden contou com a presença do presidente Barack Obama, da primeira-dama Michelle Obama, de suas filhas Malia e Sasha, do ex-presidente Bill Clinton, da ex-secretária de Estado e ex-primeira-dama Hillary Clinton, do ex-chefe do Estado-Maior do Exército dos EUA, general Ray Odierno, e do Líder da maioria do Senado Mitch McConnell. Em seu funeral, ele foi agraciado com o Prêmio Legião de Mérito pelo General Odierno, por seus serviços na Guerra do Iraque. O presidente Obama descreveu Biden como "um original. Ele era um bom homem. Ele fez em 46 anos o que a maioria de nós não poderia fazer em 146". Em seu funeral, uma versão solo da canção "Til Kingdom Come" foi executada por Chris Martin, o vocalista da banda Coldplay, de quem Beau era fã.